# Dům U Zlaté lodě (Plzeň)
Dům U Zlaté lodě je v Riegrově ulici čp. 206 v historickém centru města Plzně. Tvoří jej klasicistní obdélníková pětipatrová budova (s půdou). Je chráněn jako kulturní památka České republiky.

## Části domu a jejich výzdoby

### Portál
- oblouk se štuky

### 2. patro
- polokruhové balkony
- polokruhové arkýře
- rohový výklenek se svatým
- mezi dvěma polokruhovými balkony je domovní znak (z Riegrovy ulice)

### 3. patro
- polokruhové balkony
- polokruhové arkýře

### 4. patro
- dva polokruhové balkony

### Střecha
- dva domovní štíty
- vikýř

## Současné využití
- banka
- obchod s bylinami
- podnikatelské inovační centrum
- obchodní zastupitelství Plzeň
- regionální rozvojová agentura

## Galerie

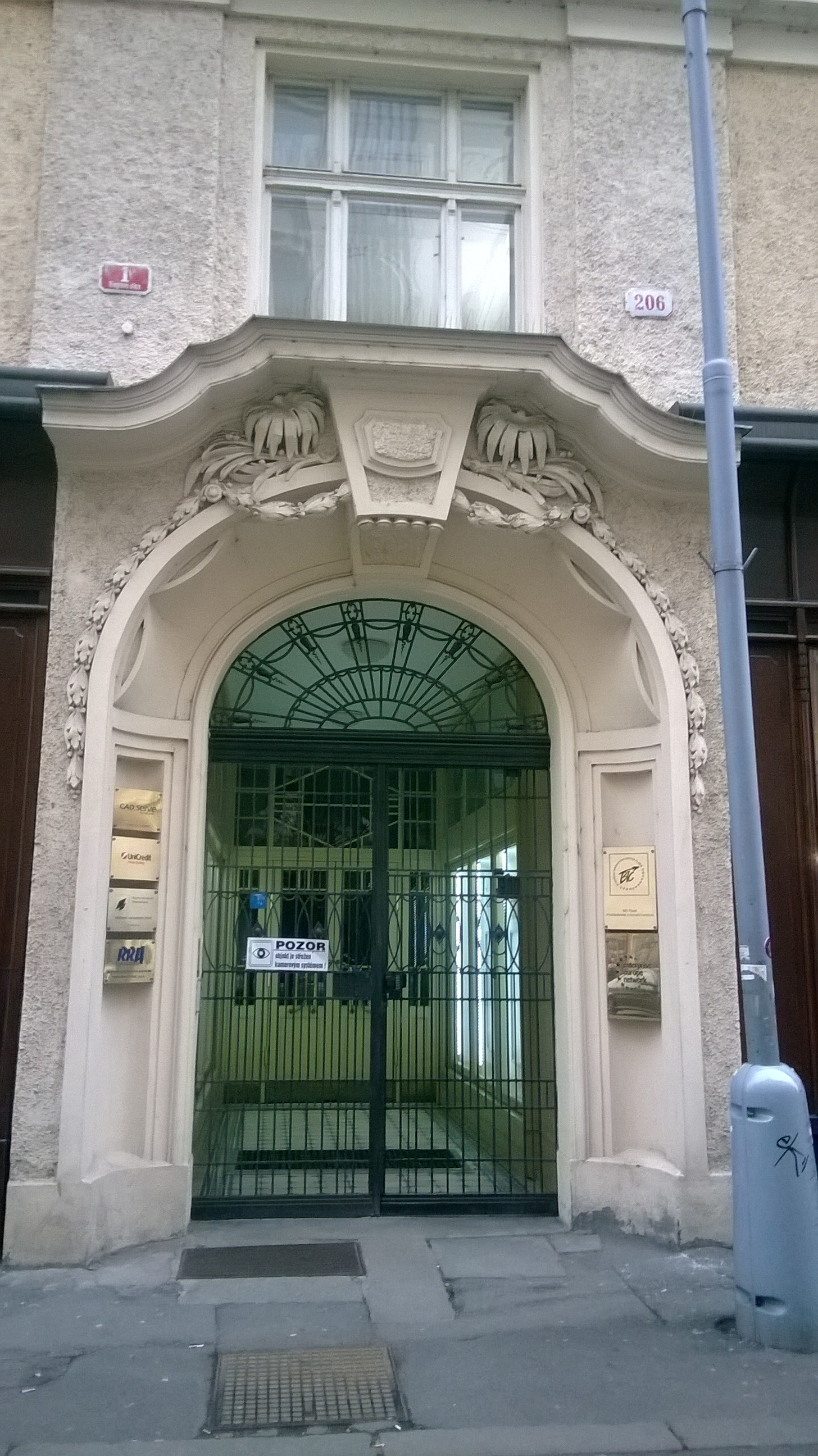
Portál domu u Zlaté lodě v Plzni
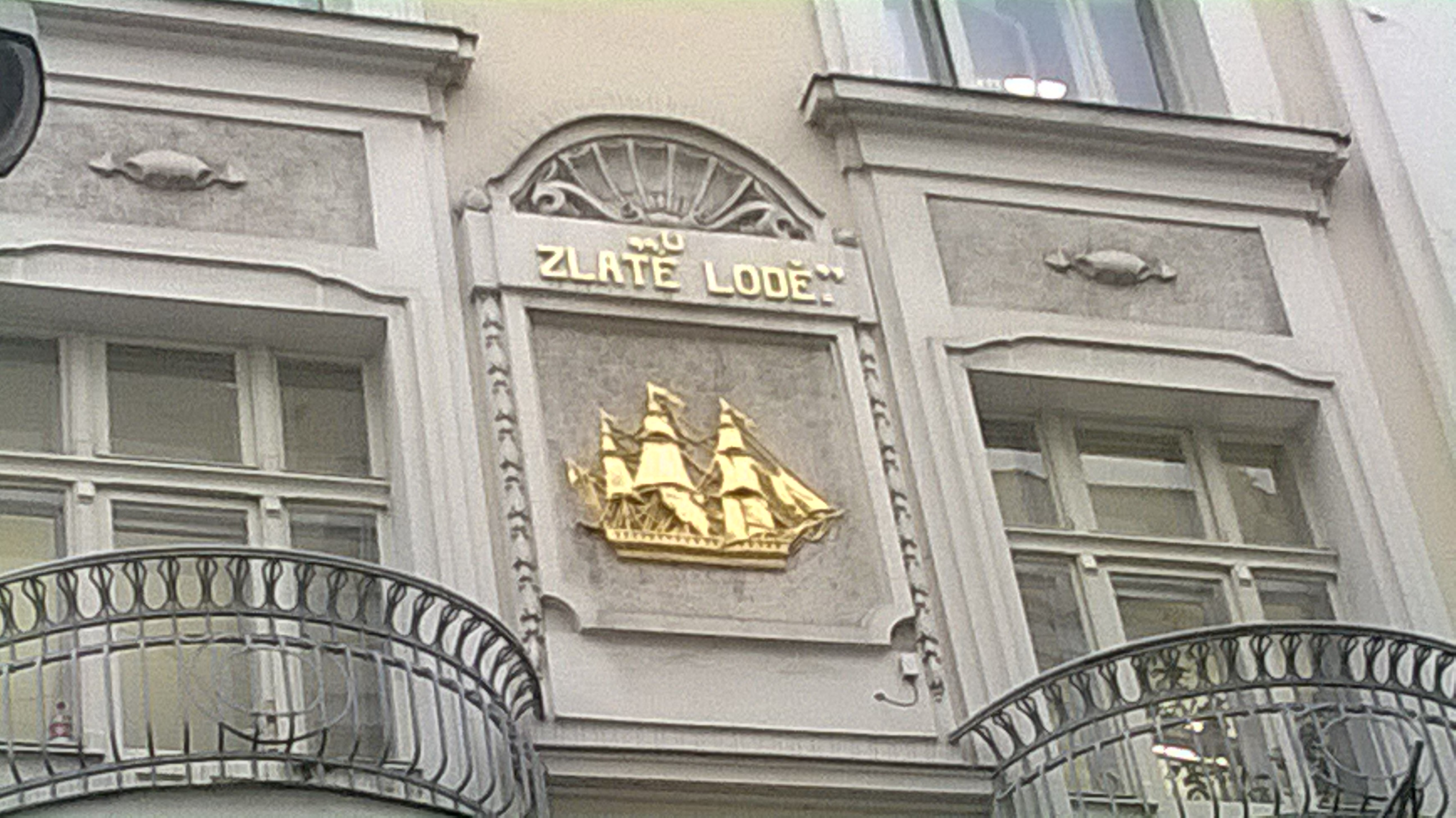
Znak domu U Zlaté lodě